# Пит Тајлер
Питер Алан Тајлер (енгл. Peter Alan Tyler) измишљени је лик у британској научнофантастичној телевизијској серији Доктор Ху који је играо Шон Дингвол. Он је отац Докторове сапутнице Роуз Тајлер (Били Пајпер) и први пут се појављује у епизоди „Оци” (2005). Сценариста Пол Корнел укључио је карактеристике свог сопственог оца док је писао Пита. Ова епизода открива да је Пит умро кад је Роуз била беба; иако она покушава да промени своју прошлост и она и Пит на крају схватају да за добробит човечанства он мора да умре. Роуз касније добија подстрек од свог оца у тренутку потребе.
Иако покојни у Роузином универзуму, серијал из 2006. представља верзију Пита из паралелног универзума који је, за разлику од изворног, богат и успешан. Док се борио са безосећајним Киберљудима, Пит губи своју жену Џеки (Камил Кодури) из паралелног универзума, а заузврат се мучи да схвати да је Роуз његова ћерка у другом универзуму. Ова верзија Пита се враћа у последњој епизоди да помогне породици свог паралелног себе и на крају се враћа у паралелни универзум са њима. Он се скрасио са Џеки изворног Пита и прихвата Роуз као сурогат ћерку.

## Појављивање
Епизода „Оци” из 2005. у којој се његов лик први пут појављује, такође утврђује Питову позадину. Рођен је 15. септембра 1954. и умро 7. новембра 1987. када је Роуз била беба, пошто су га ударила кола, а возач побегао са лица места. Приказане су флешбек сцене у којима Питова удовица Џеки (Камил Кодури) говори малој Роуз (Џулија Џојс) да је био добар муж и отац и да је умро сам. У данашње време, Роуз је тражила од Деветог Доктора (Кристофер Еклстон) да је врати у прошлост у свом времеплову како би могла да сведочи његовој смрти и да га утеши. Када се суочила са реалношћу онога што види, Роуз је нагло одјурила и спасила Пита од смрти, чиме је променила ток историје и изазвала временски парадокс. Због тога су стигли уништитељски настројени Кољачи и почели да „стерилизују” рану у времену искорењујући све што се нашло на лицу места. На крају, Пит схвата да је Роуз његова ћерка и да су све њене приче о детињству са њим биле лажне како би прикриле чињеницу да је он требало да умре. Пит одлучује да се жртвује намерно ступајући испред аутомобила који је требало да га убије, чиме је спасао оне које су узели Кољачи и обновио историју. Овог пута, Роуз га је држала за руку док је умирао како не би умро сам. Роуз се позвала на своје искуство сусрета са Питом и присуством тамо док је умирао како би обезбедила Џекину помоћ у завршници првог серијала „Раздвајање путева”.
Верзија Пита са паралелне Земље (где га је такође играо Дингвол) појављује се у три епизоде другог серијала (2006). У овом универзуму, Пит је још увек жив и обогатио се својим предузетничким напорима. Међутим, упркос јавном гласу, он и Џеки су се раздвојили и немају децу, а Роуз је уместо тога име које је Џеки дала свом јоркширском теријеру. На Џекином 40. рођендану, Пит је био сведок првог напада Киберљуди. Иако су Проповедници сумњали да је он један од миниона Џона Лумица (Роџер Лојд-Пак), Пит открива да је он у ствари кртица која је тајно емитовала податке о Лумицевим пословима на шифрованом каналу. Заједно са Роуз, која је одлучила да упозна своје паралелне родитеље пошто је стигла у паралелни универзум, он пристаје да се убаци у кибер-фабрику и ужаснут је када открио да је Џеки претворена у Кибержену. У епилогу епизоде, Роуз покушава да открије Питу своје порекло, али он није могао да се носи са том информацијом и отишао је како би се носио са последицама инвазије Киберљуди. У завршници серијала „Судњи дан”, Пит је био заједно са Микијем Смитом (Ноел Кларк) и Џејком Симондсом (Ендру Хејден Смит) у могућности да отпутује у Докторов универзум да помогне да се победе Киберљуди. Током сусрета, упознаје се са Џеки из Роузиног универзума и схвата да још увек гаји осећања према њој. Када су се зидови између универзума запечатили, Пит и Џеки су послати у паралелни универзум ради безбедности. Касније се вратио да спасе Роуз од пада у пробој. У епилогу епизоде се наводи да Џеки чека њихово прво дете. Пит се није вратио са својом породицом у завршници четвртог серијала, али се помиње да је пазио на свог и Џекиног сина Тонија.

## Развој
Сајмон Пег, који је на крају играо Уредника у „Дугој игри”, наводно је требало да игра Пита, пре него што је морао да одбије ову епизоду. Пол Корнел, који је написао епизоду „Оци”, наводи да је лик Пита засновао на његовом рођеном оцу који се бавио више различитих послова од којих је један био, попут Пита, продаја здравих пића. У епизоди након преузимања одговорности за уништитељски временски парадокс, Пит уверава Роуз: „Ја сам твој тата, мој је посао да ја будем крив”. Ова реченица је преузета из нечега што је Корнелов отац једном рекао. Међу продукцијским особљем се расправљало о томе ко ће спасити Роуз од пада у празнину у завршници другог серијала „Судњи дан”. Расел Т. Дејвис и Џули Гарднер, извршни продуценти, желели су да је Пит спасе док су Ноел Кларк и Фил Колинсон желели Микија. Улога је на крају дата Питу да би се нагласило да је прихватио Роуз као сурогат ћерку.

## Пријем
Часопис SFX сматра да је Шон Дингвол „главни стуб” у епизоди „Оци” и сматра да „он пружа један од најбољих перформанса у серији”. Часопис је сматрао да је „било неизбежно да се Роузина санирана слика њеног оца испостави као далеко од истине”, али је похвалио продукцијску екипу „што од њега није направила онолико срања колико је могла да уради”. Упркос његовим манама, SFX је закључио да је Пит „и даље неизмерно симпатичан”. Марк Брекстон из часописа Radio Times је такође похвалио Дингволову „невероватно добру” изведбу и навео да је то помогло Питу да се удаљи од тога да буде „јефтина верзија Дел Боја”. У својој књизи Ко је Доктор, Грејам Берк је негативно реаговао на Пита у епизодама „Успон Киберљуди” и „Челично доба”, осећајући да су сценаристи „одбацили сву суптилност због које смо га волели у 'Оцима'”.